# 谢尔盖·萨拉兹金

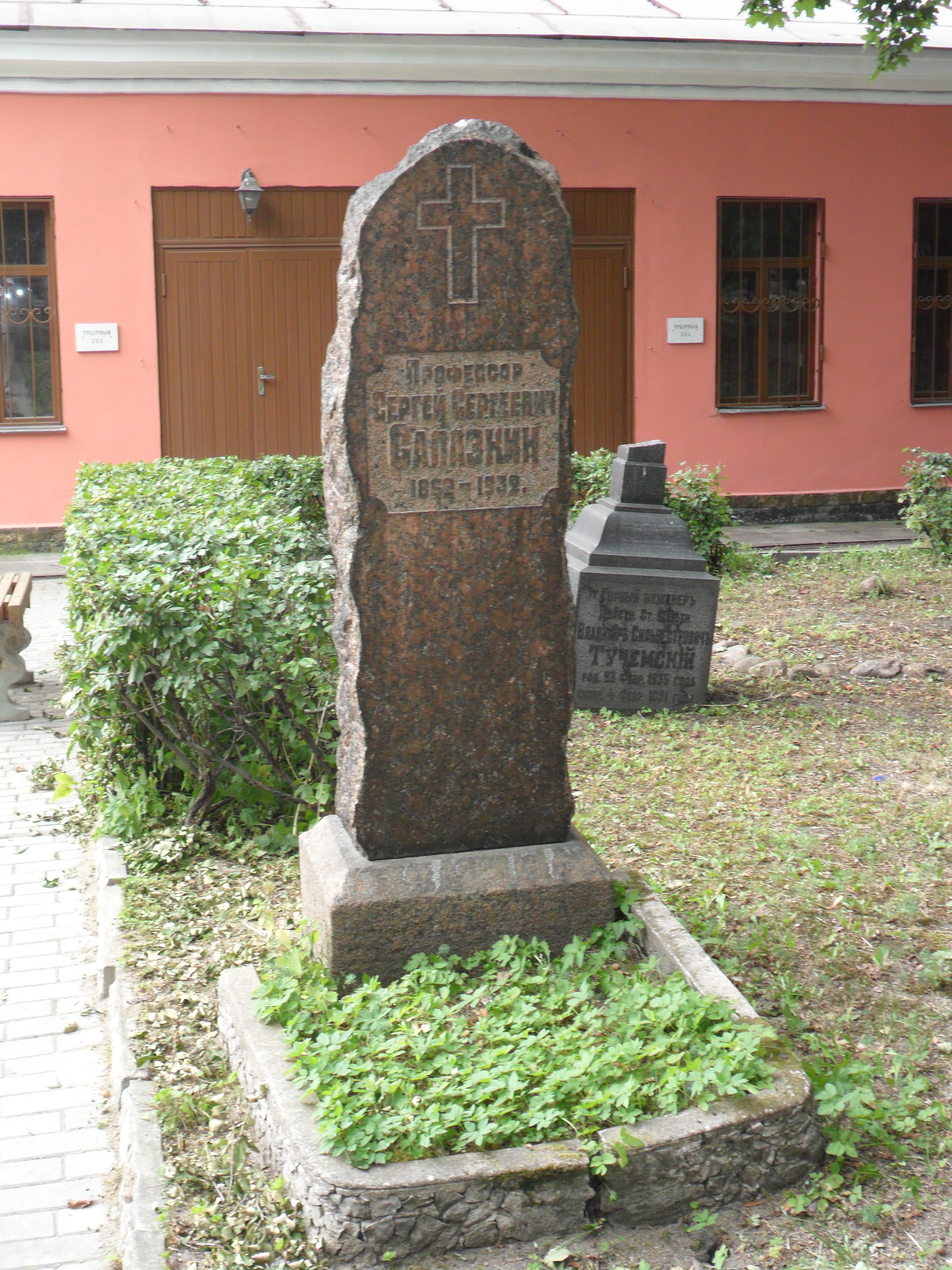
谢尔盖·谢尔盖耶维奇·萨拉兹金的坟墓

谢尔盖·谢尔盖耶维奇·萨拉兹金（1862年2月26日［儒略曆1826年3月10日］－1932年8月4日），俄国生化学家、学者，1917年在俄国临时政府第三次内阁中任教育部长。

## 生平
萨拉兹金1862年2月26日［儒略曆1826年3月10日］出生于俄罗斯帝国多夏托耶。其后在圣彼得堡大学学习物理学和数学，在基辅大学学习医学，1891年毕业。1898年到1911年，在圣彼得堡的妇女医学研究所担任教授。
萨拉兹金同情自由主义和进步政治运动，但没有正式加入任何政党，二月革命后，同情立宪民主党。1917年，在第三次临时政府组阁期间以无党籍身份担任教育部长。任教育部长期间，萨拉兹金向政府提交以下议案：关于免除大学和其他高等教育机构学区托管人的建议；关于在彼得堡和莫斯科大学的法律系设立工人法和工业法讲座的提案；关于将为大学颁布的法律分配给技术大学的提案；关于对辛菲罗波尔（后为克里米亚大学）的大学课程提供补贴的提案，等等。萨拉兹金还参与教育部高等教育改革委员会的工作。萨拉兹金反对医学教育改革，反对私有化，认为教育应为国有，为公共事业，以保持教育水平。十月革命推翻临时政府后，萨拉兹金退出政治舞台，重回学界。
1918年到1925年，他在辛菲罗波尔的克里米亚大学担任校长任教。1925年到1931年任列宁格勒医学研究所教授，1926年到1931年在其中的实验医学研究所工作，1927年成为该所所长。萨拉兹金主要因其在氮的代谢方面的工作而闻名。他研究了尿素和尿酸的形成以及肝脏在这个过程中的作用。
谢尔盖·萨拉兹金1932年8月4日在列宁格勒去世。